# Poema Arcanus
Poema Arcanus (Poema Arcanvs) — чилийская дум-дэт-метал-группа.
Poema Arcanus были на разогреве у таких групп, как Napalm Death, Moonspell и Candlemass.

## История
Группа сформировалась в 1990 году в Чили в г.Сантьяго.
Первоначально назывались «Garbage», позже изменили название на «Garbage Breed», но в конечном итоге название поменяли на Poema Arcanus.
Вначале играли смесь разнообразных стилей, таких как death, грайндкор и дум-метал, затем сосредоточились на создании их собственной интерпретации этих стилей. Это привело к записи двух демозаписей.

### Альбомы
Первый демоальбом был выпущен, когда группа называлась «Garbage», 1 апреля 1995 году. Следующий, также пока ещё не студийный, был выпущен в 1996 году, когда группа именовала себя «Garbage Breed».
Позже, в 1998 году, поменяли стиль на doom-death metal, который отобразился на их альбоме «Arcane XIII», выпущенном в 1999 году чилийским лейблом «Picoroco Records». Он вызвал большое воздействие на местную сцену, и также молвил о многообещающем будущем группы.
Следующий альбом музыканты выпустили в 2002 году, он назывался «Iconoclast». Он получился разнообразным, среди подобных альбомов doom metal групп. И этим создал популярность для группы даже в Европе и США. После «Iconoclast» группа решилась на музыкальные эксперименты, принимая прогрессивные элементы, давая им форму в 2005 году на альбоме «Teluric Manifesto».
1 сентября 2009 года Poema Arcanus представили синтез всех своих предыдущих работ в альбоме «Timeline Symmetry», возвращая тяжесть дум-метала и мелодии ранней музыки группы, в сочетании с новшествами.
Последний альбом «Transient Chronicles» был выпущен 23 сентября 2012 года.

## Состав

### Основной состав на данный момент
- Клаудио Карраско — вокал
- Игорь Лейва — гитара и бэк-вокал
- Луис Мойя — барабаны
- Хуан Пабло Вальехос — бас-гитара

### Состав в разное время
| Вокал            | год начала | год окончания |
| ---------------- | ---------- | ------------- |
| Клаудио Карраско | 1990       | наст.время    |

| Бэк-вокал    | год начала | год окончания |
| ------------ | ---------- | ------------- |
| Игорь Лейва  | 1990       | наст.время    |
| Мишель Леруа | 1999       | наст.время    |

| гитара      | год начала | год окончания |
| ----------- | ---------- | ------------- |
| Игорь Лейва | 1990       | наст.время    |

| Барабаны        | год начала | год окончания |
| --------------- | ---------- | ------------- |
| Алонсо          | 1990       | 1992          |
| Эдуардо Сентено | 1993       | 1999          |
| Луис Мойя       | 2000       | наст.время    |

| Бас-гитара          | год начала | год окончания |
| ------------------- | ---------- | ------------- |
| Итало Мартинес      | 1990       | 1994          |
| Клаудио Ботарро     | 199        | 2006          |
| Хуан Пабло Вальехос | 2006       | наст.время    |

| Клавишные                        | год начала | год окончания |
| -------------------------------- | ---------- | ------------- |
| Роксана Эспиноса (женский вокал) | 1997       | 1998          |
| Мишель Леруа                     | 1999       | наст.время    |

## Дискография[6][7]

### До студийные альбомы
- 1995 — Underdeveloped (демо)
- 1996 — Innocent Shades (EP)
- 1997 — Promo Tape (демо)
- 1998 — Southern Winds (live)

### Студийные альбомы
- 1999 — Arcane XIII
- 2002 — Iconoclast
- 2005 — Teluric Manifesto
- 2009 — Timeline Symmetry
- 2012 — Transient Chronicles

### Сборники
- 2003 — Buried Songs: The Early Times

## Видеоклипы
На данный момент есть единственный видеоклип группы под названием Iconoclast, который был выпущен в 2001 году.